# Per Gessle

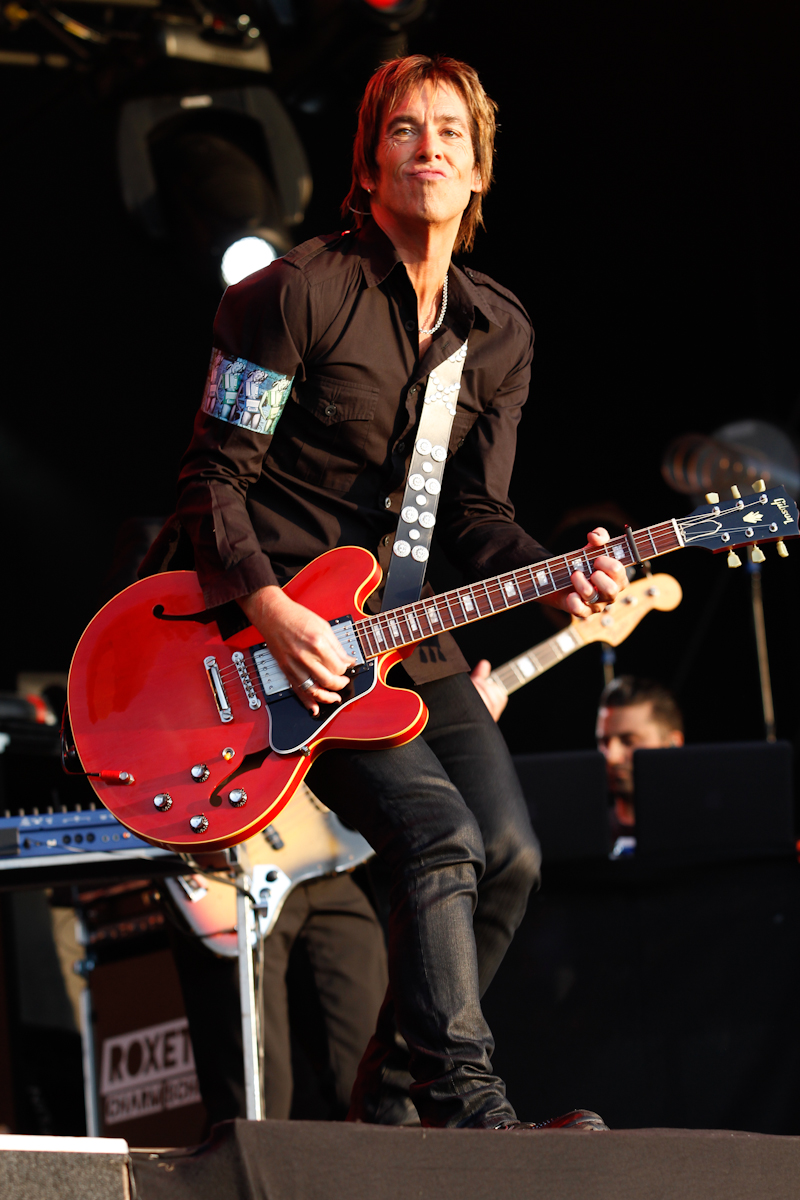
Per Gessle (2011)

Per Håkan Gessle (Aussprache [ˌpæːʁ ˈgɛsːlə], * 12. Januar 1959 in Halmstad) ist ein schwedischer Musiker und Songschreiber. Mit dem von ihm mitgegründeten Duo Roxette wurde er in den 1990er-Jahren weltbekannt.

## Leben
Gessle ist Sohn eines Klempners, der 1978 an Krebs starb. Er spielte in seiner Jugend in einer Punk-Band namens Grape Rock. Nach der Schule verweigerte er den Wehrdienst. Er wurde in seiner schwedischen Heimat zunächst mit seiner Band Gyllene Tider (zu Deutsch Goldene Zeiten) bekannt, die 1980 mit dem Lied Flickorna på TV2 einen Nummer-eins-Hit hatte.
1986 gründete er mit der 2019 verstorbenen Marie Fredriksson das Duo Roxette. 1989 hatten sie weltweiten Erfolg: Der Song The Look aus dem Album Look Sharp! bescherte Roxette den ersten Platz in den US-amerikanischen Billboard-Charts. Mit Listen to Your Heart (1990), It Must Have Been Love (1990) und Joyride (1991), alle von Gessle geschrieben, wiederholten Roxette diesen Erfolg dreimal. Mit Roxette veröffentlichte Gessle darüber hinaus die Alben Tourism (1992), Crash! Boom! Bang! (1994), Have a Nice Day (1999), Room Service (2001), Charm School (2011), Travelling (2012) sowie schließlich Good Karma (2016).
Darüber hinaus war und ist Gessle auch als Songwriter für andere Künstler aktiv, wie beispielsweise Belinda Carlisle oder die Leningrad Cowboys. Bereits 1982 schrieb er zum Beispiel für Fridas Soloalbum Something’s Going on den Song Threnody. Mitte der 1990er-Jahre veröffentlichte er auch ein englischsprachiges Soloalbum mit dem Namen The World According to Gessle (1997), mit dem er allerdings international nicht an die alten Roxette-Erfolge anknüpfen konnte.
Heute zählt Gessle zu den erfolgreichsten schwedischen Musikern. 2002 war er auf dem Sampler The Song Ramones the Same – A Tribute to the Ramones mit einer Interpretation des Ramones-Klassikers I Wanna Be Your Boyfriend zu hören. Er veröffentlichte das Lied auch als Maxi, mit der Rückseite Sheena Is a Punk Rocker (ebenfalls im Original von den Ramones).
Im Jahr 2003 veröffentlichte er mit Mazarin sein erstes schwedischsprachiges Soloalbum seit 1985 und belegte sowohl mit diesem Album als auch mit der ersten Single Här kommer alla känslorna („Hier kommen alle Gefühle“) den ersten Platz der schwedischen Hitparade. Nach der Veröffentlichung von "Mazarin" ging er im Sommer 2003 auf Tour. Anfang 2004 wurde Gessle mit vier schwedischen Grammys ausgezeichnet – unter anderem für den Song des Jahres. Im Jahr 2004 wurde das 25-jährige Jubiläum von Gyllene Tider mit dem Album Finn fem fel und einer Tour durch Schweden gefeiert, die mit 492.252 Besuchern die erfolgreichste Tour aller Zeiten in Schweden wurde.
Am 23. November 2005 veröffentlichte er unter dem Pseudonym „Son of a Plumber“ ein weiteres englischsprachiges Soloalbum in Schweden, das ebenfalls den Namen Son of a Plumber trägt. Der Name ist eine Anspielung auf die Tatsache, dass der Vater von Per Gessle Klempner war. Das Album wurde am 27. März 2006 in weiten Teilen Europas und am 28. April 2006 in Deutschland veröffentlicht.
Am 12. Januar 2006, seinem 47. Geburtstag, veröffentlichte Per Gessle ein Album mit Demoversionen aller Titel des Albums Mazarin.
2008 veröffentlichten Vanilla Ninja eine englische Coverversion des schwedischen Songs Spegelboll von Gessle  unter dem Titel Crashing Through the Doors.
Mit seinem Album Party Crasher tourte er im April und Mai 2009 durch Europa. Im November und Dezember 2009 war er zusammen mit Marie Fredriksson als Roxette im Rahmen der Night of the Proms in 20 Konzerten in Deutschland unterwegs. Das elfte Soloalbum Small Town Talk (Veröffentlichung September 2018) wurde von Per Gessle in Nashville produziert.
Darüber hinaus ist Gessle ein erfolgreicher Gastronom. In Tylösand unweit seiner Heimatstadt Halmstad ist er Mitbesitzer eines Nobelhotels und betreibt erfolgreich einen Strandclub.
Per Gessle ist verheiratet und hat einen Sohn. Er ist Ehrenbürger von Halmstad.

## Weitere Projekte
- Teptis
- Grape Rock
- Peter Pop & the Helicopters
- Gyllene Tider
- Spännande Ostar
- Roxette
- Pers Garage
- The Lonely Boys
- Son of a Plumber
- Mono Mind
- PG Roxette

## Diskografie

### Alben
| Jahr | Titel                                 | Höchstplatzierung, Gesamtwochen, AuszeichnungChartplatzierungen (Jahr, Titel, Platzierungen, Wochen, Auszeichnungen, Anmerkungen) | Höchstplatzierung, Gesamtwochen, AuszeichnungChartplatzierungen (Jahr, Titel, Platzierungen, Wochen, Auszeichnungen, Anmerkungen) | Anmerkungen                                                               |
| Jahr | Titel                                 | SE | DE | Anmerkungen                                                               |
| ---- | ------------------------------------- | --- | --- | ------------------------------------------------------------------------- |
| 1983 | Per Gessle                            | SE5 (6 Wo.)SE | — |                                                                           |
| 1985 | Scener                                | SE39 (2 Wo.)SE | — |                                                                           |
| 1997 | The World According To Gessle         | SE1 Gold · (22 Wo.)SE | — | Erstveröffentlichung: 2. Mai 1997                                         |
| 2003 | Mazarin                               | SE1 ×5Fünffachplatin · (69 Wo.)SE                                                                                                 | — | Erstveröffentlichung: 16. Juni 2003                                       |
| 2005 | Son of a Plumber                      | SE1 Platin · (28 Wo.)SE | — | Erstveröffentlichung: 23. November 2005 als Son of a Plumber              |
| 2007 | En händig man                         | SE1 ×3Dreifachplatin · (16 Wo.)SE                                                                                                 | — | Erstveröffentlichung: 13. Juni 2007                                       |
| 2008 | Party Crasher                         | SE2 Platin · (10 Wo.)SE | — | Erstveröffentlichung: 26. November 2008                                   |
| 2009 | Gessle Over Europe                    | SE24 (2 Wo.)SE | — | Erstveröffentlichung: 6. November 2009 Livealbum der Tour „Party Crasher“ |
| 2011 | Original album serien                 | SE50 (1 Wo.)SE | — |                                                                           |
| 2013 | Small Apartments                      | SE37 (3 Wo.)SE | — | Erstveröffentlichung: 17. April 2013 Soundtrack                           |
| 2014 | The Per Gessle Archives               | SE7 (1 Wo.)SE | — | Kompilation                                                               |
| 2017 | En vacker natt                        | SE1 Gold · (17 Wo.)SE | — | Erstveröffentlichung: 19. Mai 2017                                        |
| 2017 | En vacker dag                         | SE2 (3 Wo.)SE | — | Erstveröffentlichung: 22. September 2017                                  |
| 2017 | En vacker kväll - Live sommaren 2017  | SE10 (1 Wo.)SE | — |                                                                           |
| 2018 | Small Town Talk                       | SE5 (1 Wo.)SE | — | Erstveröffentlichung: 7. September 2018                                   |
| 2020 | Gammal kärlek rostar aldrig           | SE1 (3 Wo.)SE | — |                                                                           |
| 2021 | Late Night Concert - Unplugged Cirkus | SE8 (1 Wo.)SE | — | Erstveröffentlichung: 15. Januar 2021                                     |
| 2022 | Pop-Up Dynamo!                        | SE2 (2 Wo.)SE | DE37 (1 Wo.)DE | Erstveröffentlichung: 28. Oktober 2022 als PG Roxette                     |
| 2024 | Sällskapssjuk                         | SE4 (2 Wo.)SE | — | Erstveröffentlichung: 25. Oktober 2024                                    |

Weitere Alben
- På Väg 1982–86 (CD-Box bestehend aus den ersten beiden Soloalben und dem Album Demos, 1982–86, welches nur mit dieser Box erhältlich war; 1992)
- Hjärtats Trakt (Kompilation; 1994)
- Hjärtats trakt – en samling (Kompilation; 1997)
- Mazarin Demos (als  „Bad Hair Day“, nur als Download verfügbar; 2006)
- Kung av sand - En liten samling 1983-2007 (2007, SE: Platin)[6]

### Singles
| Jahr | Titel Album                                                   | Höchstplatzierung, Gesamtwochen, AuszeichnungChartsChartplatzierungen (Jahr, Titel, Album, Platzierungen, Wochen, Auszeichnungen, Anmerkungen) | Anmerkungen                                                |
| Jahr | Titel Album                                                   | SE | Anmerkungen                                                |
| ---- | ------------------------------------------------------------- | --- | ---------------------------------------------------------- |
| 1997 | Do You Wanna Be My Baby? The World According To Gessle        | SE1 (12 Wo.)SE | Erstveröffentlichung: 4. April 1997                        |
| 1997 | Kix The World According To Gessle                             | SE28 (8 Wo.)SE |                                                            |
| 1997 | I Want You To Know The World According To Gessle              | SE48 (1 Wo.)SE |                                                            |
| 2002 | I Wanna Be Your Boyfriend –                                   | SE44 (2 Wo.)SE | Erstveröffentlichung: 26. Juni 2002                        |
| 2003 | Här kommer alla känslorna (på en och samma gång) Mazarin      | SE1 Platin · (23 Wo.)SE |                                                            |
| 2003 | På promenad genom stan Mazarin                                | SE20 (13 Wo.)SE | Erstveröffentlichung: 15. September 2003                   |
| 2003 | Tycker om när du tar på mej Mazarin                           | SE9 (21 Wo.)SE |                                                            |
| 2005 | C’mon / Jo-Anna Says Son of a Plumber                         | SE5 (17 Wo.)SE | als Son of a Plumber                                       |
| 2006 | Hey Mr DJ (Won’t You Play Another Love Song) Son of a Plumber | SE23 (14 Wo.)SE | Erstveröffentlichung: 1. Februar 2006 als Son of a Plumber |
| 2006 | I Like It Like That Son of a Plumber                          | SE47 (3 Wo.)SE | als Son of a Plumber                                       |
| 2007 | En händig man                                                 | SE1 (16 Wo.)SE | Erstveröffentlichung: 23. Mai 2007                         |
| 2007 | Jag skulle vilja tänka en underbar tanke En händig man        | SE29 (7 Wo.)SE |                                                            |
| 2007 | Pratar med min müsli (hur det än verkar) En händig man        | SE47 (2 Wo.)SE |                                                            |
| 2008 | Silly Really Party Crasher                                    | SE1 (12 Wo.)SE | Erstveröffentlichung: 29. Oktober 2008                     |
| 2008 | I Didn’t Mean To Turn You On Party Crasher                    | SE47 (1 Wo.)SE |                                                            |
| 2009 | Sing Along Party Crasher                                      | SE41 (2 Wo.)SE |                                                            |
| 2017 | Småstadsprat Small Town Talk                                  | SE72 Gold · (2 Wo.)SE | Erstveröffentlichung: 17. März 2017 mit Lars Winnerbäck    |

### Videoalben
- 2003: En Mazarin Älskling? (SE: Platin)